# György Marx
György Marx (25 de mayo de 1927 - 2 de diciembre de 2002) fue un físico, astrofísico, historiador de la ciencia y profesor húngaro. Descubrió los números leptónicos y estableció la ley de conservación del sabor del leptón.
Como historiador de la ciencia, publicó un libro sobre los científicos húngaros afincados en los Estados Unidos en el período inmediatamente anterior a la Segunda Guerra Mundial, en el que rememora las relaciones con sus compatriotas, que llegaron a ser conocidos en América con el sobrenombre de Los Marcianos. 

## Semblanza
Fue el primer no británico galardonado con la Medalla Bragg del Institute of Physics, en 2001. Lo recibió por sus "destacadas contribuciones a la educación en el campo de la física".
Murió el 2 de diciembre de 2002 en Budapest tras una grave enfermedad. El 18 de diciembre fue enterrado en el Cementerio de Farkasrét según el rito de la Iglesia reformada en Hungría en presencia de su familia, amigos, discípulos, colegas y compañeros científicos. Szilveszter E. Vizi, neurocientífico y presidente de la Academia Húngara de Ciencias pronunció la oración en su memoria.

## Publicaciones
- György Marx (2000). A Marslakók Érkezése (Arrival of the Martians). Hungary: Akadémiai Kiadó. p. 456. ISBN 963-05-7723-2.